# جانی فرار کن
«جانی فرار کن» تک‌آهنگی از هنرمند اهل استرالیا تونز اند آی است. این ترانه در استرالیا بیش از ۱۴۰٬۰۰۰ نسخه به فروش رفته‌است و درباره پسری است که تمایلات همجنس‌گرایانه دارد و از کودکی عاشق دیگر پسرها می‌شده‌است و به خاطر این دیگران به وی اذیت و آزار می‌رسانند.